# Giuseppe Cerini
Giuseppe Cerini (Solferino, 1738 – Milano, 5 settembre 1779) è stato un letterato e giurista italiano.

## Biografia
Nato da umile famiglia, sin da giovane rivelò la sua attitudine letteraria e i genitori gli permisero di studiare prima a Brescia e successivamente a Mantova, dove studiò le leggi.
Si trasferì a Milano ed iniziò a frequentare gli ambienti letterari della città: la Biblioteca Ambrosiana e l'Accademia Fenicia. Fu ammesso come membro dell'Accademia dei Trasformati, che si riuniva nella casa del conte Giuseppe Maria Imbonati.
Grazie alle sue amicizie divenne ben presto tra i curatori legali della nobile famiglia Borromeo.

## Opere
- Clary, commedia in cinque atti rappresentata al Teatro Regio nel 1772;
- La cattiva matrigna, commedia in cinque atti, del 1773;
- Anacreontiche, componimento poetico, del 1776.